# Flintholm (metrostation)
Flintholm is een station van de metro van Kopenhagen in de gemeente Frederiksberg dat op 24 januari 2004 werd geopend.

## Geschiedenis
Op 15 juni 1879 werd de Spoorlijn Frederiksberg - Frederikssund (Frederikssundbanen) geopend die bij Frederiksberg aftakte van de rest van het spoorwegnet. Ter hoogte van Flintholm werd in 1896 een zijspoor naar de gasfabriek van Frederiksberg aangesloten. De opening van een nieuw centraal station voor Kopenhagen op 1 december 1911 was aanleiding om de Frederikssundbanen ten oosten van Vanløse op een nieuw tracé naar Valby te leggen. Hierdoor werd de lijn langs Flintholm een zijlijntje met goederenverkeer. 
Op 23 oktober 1929 werd goederenstation Flintholm geopend bij de ongelijkvloerse kruising van de Frederikssundbanen en de goederenringlijn die in 1930 voltooid werd. Op 3 april 1934 werd de eerste S-tog lijn geopend tussen Frederiksberg en Klampenborg. Deze reed via Vanløse en maakte daar kop voor de voortzetting van de reis, de S-tog kreeg echter geen station bij Flintholm. Ten noorden van Flintholm werd gereden over de in 1930 geopende goederenringlijn.

## Metro
In 1996 werd de bouw van het metronet goedgekeurd dat ook het oude deel van de Frederikssundbanen tussen Frederiksberg en Vanløse omvatte. S-tog lijn F werd ten zuiden van Flintholm doorgetrokken terwijl de perrons van die lijn bij Vanløse het westelijke eindpunt van de metro zou worden. Hiermee werden de kruisende treinbewegingen ten westen en noorden van Flintholm vermeden en verviel het kopmaken in Vanløse. Op 20 juni 1998 werd de lijn tussen Frederiksberg en Vanløse gesloten in verband met de ombouw tot metro. Voor de overstap tussen de metro en lijn F werd op de brug over de goederenringlijn een station gepland. Het verbindingsspoor tussen Vanløse en het noordelijke deel van de goederenringlijn werd in 2001 opgebroken. Op 12 oktober 2003 werd de metrolijn geopend, maar metrostation Flintholm was pas op 24 januari 2004 gereed.   

## Indeling
Het metroperron ligt als viaductstation vlak ten noorden van het kruisingsstation van de S-tog. Om de functie als overstappunt de benadrukken liggen het S-tog station en het metrostation onder dezelfde glazen kap met staalskelet die boven de sporen van de goederenringlijn staat. 

Vanløse  · Flintholm  · Lindevang · Fasanvej · Frederiksberg · Forum · Nørreport   · Kongens Nytorv · Christianshavn · Islands Brygge · DR Byen · Sundby · Bella Center · Ørestad  · Vestamager
Vanløse  · Flintholm  · Lindevang · Fasanvej · Frederiksberg · Forum · Nørreport   · Kongens Nytorv · Christianshavn · Amagerbro · Lergravsparken · Øresund · Amager Strand · Femøren · Kastrup · Københavns Lufthavn 